# Campionato africano maschile di pallavolo 2017
Il campionato africano maschile di pallavolo 2017 si è svolto dal 22 al 29 ottobre 2017 a Il Cairo, in Egitto: al torneo hanno partecipato quattordici squadre nazionali africane e la vittoria finale è andata per la nona volta alla Tunisia.

## Impianti
|                                                                                           |  |  |
|                                                                                           |  |  |
| Cairo Stadium Indoor Halls Complex Città: Il Cairo Capienza: 20 000 Anno d'apertura: 1991 |  |  |

## Regolamento

### Formula
Le squadre hanno disputato una prima fase a gironi con formula del girone all'italiana; al termine della prima fase:
- Le prime due classificate di ogni girone hanno acceduto alla fase finale per il primo posto, strutturata in quarti di finale, semifinali, finale per il terzo posto e finale.
- Le quattro sconfitte ai quarti di finale per il primo posto hanno acceduto alla fase finale per il quinto posto, strutturata in semifinali, finale per il settimo posto e finale per il quinto posto.
- L'ultima classificata del girone A e C e le ultime due classificate del girone B e D hanno acceduto alla fase finale per il nono posto, strutturata in quarti di finale (a cui hanno partecipato solo le ultime classificate), semifinali, finale per l'undicesimo posto e finale per il nono posto.
- Le due sconfitte ai quarti di finale per il nono posto hanno acceduto alla finale per il tredicesimo posto.

### Criteri di classifica
Se il risultato finale è stato di 3-0 o 3-1 sono stati assegnati 3 punti alla squadra vincente e 0 a quella sconfitta, se il risultato finale è stato di 3-2 sono stati assegnati 2 punti alla squadra vincente e 1 a quella sconfitta.
L'ordine del posizionamento in classifica è stato definito in base a:
- Numero di partite vinte;
- Punti;
- Ratio dei set vinti/persi;
- Ratio dei punti realizzati/subiti;
- Risultati degli scontri diretti.

## Squadre partecipanti
| Squadra      | Qualificazione      | Ultima partecipazione |
| ------------ | ------------------- | --------------------- |
| Algeria      | -                   | Egitto 2015           |
| Botswana     | -                   | Egitto 2015           |
| Camerun      | -                   | Egitto 2015           |
| Ciad         | -                   | Debutto               |
| Egitto       | Paese organizzatore | Egitto 2015           |
| Ghana        | -                   | Egitto 1999           |
| Kenya        | -                   | Egitto 2015           |
| Libia        | -                   | Tunisia 2013          |
| Marocco      | -                   | Egitto 2015           |
| Niger        | -                   | Debutto               |
| Nigeria      | -                   | Egitto 2005           |
| RD del Congo | -                   | Egitto 2005           |
| Ruanda       | -                   | Egitto 2015           |
| Tunisia      | -                   | Egitto 2015           |

## Torneo

### Fase a gironi
| Girone A     | Girone B | Girone C | Girone D |
| ------------ | -------- | -------- | -------- |
| Egitto       | Ghana    | Camerun  | Algeria  |
| Niger        | Kenya    | Marocco  | Botswana |
| RD del Congo | Libia    | Nigeria  | Ciad     |
| -            | Tunisia  | -        | Ruanda   |

#### Girone A

##### Risultati
| 23 ottobre 2017 Cairo Stadium Complex, Il Cairo Durata: 1h:16 - Spettatori: ? | RD del Congo | 0 - 3 | Egitto       | 14-25, 18-25, 11-25 |
| 24 ottobre 2017 Cairo Stadium Complex, Il Cairo Durata: 1h:14 - Spettatori: ? | Niger        | 0 - 3 | RD del Congo | 19-25, 16-25, 23-25 |
| 22 ottobre 2017 Cairo Stadium Complex, Il Cairo Durata: 1h:02 - Spettatori: ? | Niger        | 0 - 3 | Egitto       | 10-25, 6-25, 12-25  |

##### Classifica
| Pos | Squadra      | Pt | G | V | P | SV | SP | Ratio | PF  | PS  | Ratio |
| --- | ------------ | -- | - | - | - | -- | -- | ----- | --- | --- | ----- |
| 1   | Egitto       | 6  | 3 | 2 | 0 | 6  | 0  | MAX   | 150 | 71  | 2.113 |
| 2   | RD del Congo | 3  | 3 | 1 | 1 | 3  | 3  | 1.000 | 118 | 133 | 0.887 |
| 3   | Niger        | 0  | 3 | 0 | 2 | 0  | 6  | 0.000 | 86  | 150 | 0.573 |

#### Girone B

##### Risultati
| 22 ottobre 2017 Cairo Stadium Complex, Il Cairo Durata: 1h:12 - Spettatori: ? | Ghana   | 3 - 0 | Kenya   | 25-16, 26-24, 25-15               |
| 22 ottobre 2017 Cairo Stadium Complex, Il Cairo Durata: 2h:05 - Spettatori: ? | Libia   | 2 - 3 | Tunisia | 19-25, 25-20, 25-20, 15-25, 7-15  |
| 23 ottobre 2017 Cairo Stadium Complex, Il Cairo Durata: 2h:05 - Spettatori: ? | Libia   | 3 - 2 | Ghana   | 25-22, 21-25, 23-25, 25-16, 15-10 |
| 23 ottobre 2017 Cairo Stadium Complex, Il Cairo Durata: ? - Spettatori: ?     | Tunisia | 3 - 0 | Kenya   | 25-16, 25-19, 25-22               |
| 24 ottobre 2017 Cairo Stadium Complex, Il Cairo Durata: 1h:15 - Spettatori: ? | Ghana   | 0 - 3 | Tunisia | 22-25, 14-25, 15-25               |
| 24 ottobre 2017 Cairo Stadium Complex, Il Cairo Durata: 2h:02 - Spettatori: ? | Kenya   | 3 - 2 | Libia   | 16-25, 20-25, 25-21, 25-21, 15-12 |

##### Classifica
| Pos | Squadra | Pt | G | V | P | SV | SP | Ratio | PF  | PS  | Ratio |
| --- | ------- | -- | - | - | - | -- | -- | ----- | --- | --- | ----- |
| 1   | Tunisia | 8  | 3 | 3 | 0 | 9  | 2  | 4.500 | 255 | 199 | 1.281 |
| 2   | Libia   | 4  | 3 | 1 | 2 | 7  | 8  | 0.875 | 304 | 304 | 1.000 |
| 3   | Ghana   | 4  | 3 | 1 | 2 | 5  | 6  | 0.833 | 225 | 239 | 0.941 |
| 4   | Kenya   | 2  | 3 | 1 | 2 | 3  | 8  | 0.375 | 213 | 255 | 0.835 |

#### Girone C

##### Risultati
| 23 ottobre 2017 Cairo Stadium Complex, Il Cairo Durata: 2h:04 - Spettatori: ? | Marocco | 1 - 3 | Camerun | 26-24, 23-25, 23-25, 19-25 |
| 24 ottobre 2017 Cairo Stadium Complex, Il Cairo Durata: 1h:47 - Spettatori: ? | Nigeria | 1 - 3 | Marocco | 26-24, 20-25, 17-25, 22-25 |
| 25 ottobre 2017 Cairo Stadium Complex, Il Cairo Durata: ? - Spettatori: ?     | Camerun | 3 - 0 | Nigeria | 26-24, 25-20, 25-19        |

##### Classifica
| Pos | Squadra | Pt | G | V | P | SV | SP | Ratio | PF  | PS  | Ratio |
| --- | ------- | -- | - | - | - | -- | -- | ----- | --- | --- | ----- |
| 1   | Camerun | 6  | 3 | 2 | 0 | 6  | 1  | 6.000 | 175 | 153 | 1.143 |
| 2   | Marocco | 3  | 3 | 1 | 1 | 4  | 4  | 1.000 | 190 | 184 | 1.032 |
| 3   | Nigeria | 0  | 3 | 0 | 2 | 1  | 6  | 0.166 | 148 | 175 | 0.845 |

#### Girone D

##### Risultati
| 22 ottobre 2017 Cairo Stadium Complex, Il Cairo Durata: 1h:25 - Spettatori: ? | Ciad     | 0 - 3 | Ruanda   | 20-25, 21-25, 15-25 |
| 22 ottobre 2017 Cairo Stadium Complex, Il Cairo Durata: 1h:30 - Spettatori: ? | Algeria  | 3 - 0 | Botswana | 25-15, 25-13, 25-17 |
| 23 ottobre 2017 Cairo Stadium Complex, Il Cairo Durata: 1h:08 - Spettatori: ? | Algeria  | 3 - 0 | Ciad     | 25-15, 25-13, 25-19 |
| 23 ottobre 2017 Cairo Stadium Complex, Il Cairo Durata: 1h:20 - Spettatori: ? | Botswana | 0 - 3 | Ruanda   | 19-25, 18-25, 17-25 |
| 24 ottobre 2017 Cairo Stadium Complex, Il Cairo Durata: 1h:20 - Spettatori: ? | Ruanda   | 0 - 3 | Algeria  | 18-25, 22-25, 21-25 |
| 24 ottobre 2017 Cairo Stadium Complex, Il Cairo Durata: ? - Spettatori: ?     | Ciad     | 0 - 3 | Botswana | 20-25, 20-25, 22-25 |

##### Classifica
| Pos | Squadra  | Pt | G | V | P | SV | SP | Ratio | PF  | PS  | Ratio |
| --- | -------- | -- | - | - | - | -- | -- | ----- | --- | --- | ----- |
| 1   | Algeria  | 9  | 3 | 3 | 0 | 9  | 0  | MAX   | 225 | 153 | 1.471 |
| 2   | Ruanda   | 6  | 3 | 2 | 1 | 6  | 3  | 2.000 | 211 | 185 | 1.141 |
| 3   | Botswana | 3  | 3 | 1 | 2 | 3  | 6  | 0.500 | 174 | 212 | 0.821 |
| 4   | Ciad     | 0  | 3 | 0 | 3 | 0  | 6  | 0.000 | 165 | 225 | 0.733 |

### Fase finale

#### Finali 1º e 3º posto
|  | Quarti di finale | Quarti di finale |         |         | Semifinali                | Semifinali                |  |  | Finale | Finale |
|  |                  |                  |         |         |                           |                           |  |  |        |        |
|  |                  |                  |         |         |                           |                           |  |  |        |        |
|  |                  |                  |         |         |                           |                           |  |  |        |        |
|  | Egitto           | 3                |         |         |                           |                           |  |  |        |        |
|  | Egitto           | 3                |         |         |                           |                           |  |  |        |        |
|  | Ruanda           | 0                |         |         |                           |                           |  |  |        |        |
|  | Ruanda           | 0                | Egitto  | 3       |                           |                           |  |  |        |        |
|  |                  |                  | Egitto  | 3       |                           |                           |  |  |        |        |
|  |                  | Camerun          | 0       |         |                           |                           |  |  |        |        |
|  | Camerun          | Camerun          | 0       | 3       |                           |                           |  |  |        |        |
|  | Camerun          |                  |         | 3       |                           |                           |  |  |        |        |
|  | Libia            | 2                |         |         |                           |                           |  |  |        |        |
|  | Libia            | 2                | Egitto  | 0       |                           |                           |  |  |        |        |
|  |                  |                  | Egitto  | 0       |                           |                           |  |  |        |        |
|  |                  | Tunisia          | 3       |         |                           |                           |  |  |        |        |
|  | Algeria          | Tunisia          | 3       | 3       |                           |                           |  |  |        |        |
|  | Algeria          |                  |         | 3       |                           |                           |  |  |        |        |
|  | RD del Congo     | 0                |         |         |                           |                           |  |  |        |        |
|  | RD del Congo     | 0                | Algeria | 2       | Finale per il terzo posto | Finale per il terzo posto |  |  |        |        |
|  |                  |                  | Algeria | 2       | Finale per il terzo posto | Finale per il terzo posto |  |  |        |        |
|  |                  | Tunisia          | 3       |         |                           |                           |  |  |        |        |
|  | Tunisia          | Tunisia          | 3       | 3       | Camerun                   | 3                         |  |  |        |        |
|  | Tunisia          |                  |         | 3       | Camerun                   | 3                         |  |  |        |        |
|  | Marocco          | 0                |         | Algeria | 1                         |                           |  |  |        |        |
|  | Marocco          | 0                |         |         | 1                         |                           |  |  |        |        |
|  |                  |                  |         |         |                           |                           |  |  |        |        |
|  |                  |                  |         |         |                           |                           |  |  |        |        |

##### Quarti di finale
| 26 ottobre 2017 Cairo Stadium Complex, Il Cairo Durata: 1h:19 - Spettatori: ? | Egitto  | 3 - 0 | Ruanda       | 25-14, 25-18, 25-14              |
| 26 ottobre 2017 Cairo Stadium Complex, Il Cairo Durata: 1h:11 - Spettatori: ? | Algeria | 3 - 0 | RD del Congo | 25-19, 25-13, 25-19              |
| 26 ottobre 2017 Cairo Stadium Complex, Il Cairo Durata: 1h:23 - Spettatori: ? | Tunisia | 3 - 0 | Marocco      | 25-21, 25-17, 25-22              |
| 26 ottobre 2017 Cairo Stadium Complex, Il Cairo Durata: ? - Spettatori: ?     | Camerun | 3 - 2 | Libia        | 27-25, 22-25, 25-21, 23-25, 15-9 |

##### Semifinali
| 27 ottobre 2017 Cairo Stadium Complex, Il Cairo Durata: 1h:31 - Spettatori: ? | Egitto  | 3 - 0 | Camerun | 26-24, 25-22, 25-23               |
| 27 ottobre 2017 Cairo Stadium Complex, Il Cairo Durata: 2h:25 - Spettatori: ? | Algeria | 2 - 3 | Tunisia | 27-25, 14-25, 25-21, 23-25, 15-17 |

##### Finale 3º posto
| 29 ottobre 2017 Cairo Stadium Complex, Il Cairo Durata: ? - Spettatori: ? | Camerun | 3 - 1 | Algeria | 23-25, 25-21, 25-21, 27-25 |

##### Finale
| 29 ottobre 2017 Cairo Stadium Complex, Il Cairo Durata: ? - Spettatori: ? | Egitto | 0 - 3 | Tunisia | 22-25, 20-25, 15-25 |

#### Finali 5º e 7º posto
|  | Semifinali   | Semifinali   | Semifinali |         |        | Finale 5º/6º posto | Finale 5º/6º posto | Finale 5º/6º posto |  |
|  |              |              |            |         |        |                    |                    |                    |  |
|  | Ruanda       | Ruanda       | 3          |         |        |                    |                    |                    |  |
|  | Ruanda       | Ruanda       | 3          |         |        |                    |                    |                    |  |
|  | Libia        | Libia        | 2          |         |        |                    |                    |                    |  |
|  | Libia        | Libia        | 2          |         | Ruanda | Ruanda             | 2                  |                    |  |
|  |              |              |            |         | Ruanda | Ruanda             | 2                  |                    |  |
|  |              |              | Marocco    | Marocco | 3      |                    |                    |                    |  |
|  | RD del Congo | RD del Congo | Marocco    | Marocco | 3      | 1                  |                    |                    |  |
|  | RD del Congo | RD del Congo |            |         |        | 1                  |                    |                    |  |
|  | Marocco      | Marocco      | 3          |         |        | Finale 7º/8º posto | Finale 7º/8º posto | Finale 7º/8º posto |  |
|  | Marocco      | Marocco      | 3          |         |        |                    |                    |                    |  |
|  |              |              |            |         |        |                    |                    |                    |  |
|  |              |              |            |         |        | Libia              | Libia              | 3                  |  |
|  |              |              |            |         |        | Libia              | Libia              | 3                  |  |
|  |              |              |            |         |        | RD del Congo       | RD del Congo       | 0                  |  |

##### Semifinali
| 27 ottobre 2017 Cairo Stadium Complex, Il Cairo Durata: 2h:05 - Spettatori: ? | Ruanda       | 3 - 2 | Libia   | 25-19, 25-18, 12-25, 24-26, 15-13 |
| 27 ottobre 2017 Cairo Stadium Complex, Il Cairo Durata: 1h:45 - Spettatori: ? | RD del Congo | 1 - 3 | Marocco | 25-23, 21-25, 16-25, 20-25        |

##### Finale 7º posto
| 29 ottobre 2017 Cairo Stadium Complex, Il Cairo Durata: ? - Spettatori: ? | Libia | 3 - 0 | RD del Congo | 25-20, 25-10, 25-18 |

##### Finale 5º posto
| 29 ottobre 2017 Cairo Stadium Complex, Il Cairo Durata: ? - Spettatori: ? | Ruanda | 2 - 3 | Marocco | 22-25, 25-21, 25-16, 15-25, 9-15 |

#### Finali 9º e 11º posto
|  | Quarti di finale | Quarti di finale |          |      | Semifinali                | Semifinali                |  |  | Finale | Finale |
|  |                  |                  |          |      |                           |                           |  |  |        |        |
|  |                  |                  |          |      |                           |                           |  |  |        |        |
|  |                  |                  |          |      |                           |                           |  |  |        |        |
|  | Niger            | 1                |          |      |                           |                           |  |  |        |        |
|  | Niger            | 1                |          |      |                           |                           |  |  |        |        |
|  | Ciad             | 3                |          |      |                           |                           |  |  |        |        |
|  | Ciad             | 3                | Ciad     | 0    |                           |                           |  |  |        |        |
|  |                  |                  | Ciad     | 0    |                           |                           |  |  |        |        |
|  |                  | Kenya            | 3        |      |                           |                           |  |  |        |        |
|  | Nigeria          | Kenya            | 3        | 2    |                           |                           |  |  |        |        |
|  | Nigeria          |                  |          | 2    |                           |                           |  |  |        |        |
|  | Kenya            | 3                |          |      |                           |                           |  |  |        |        |
|  | Kenya            | 3                | Kenya    | 0    |                           |                           |  |  |        |        |
|  |                  |                  | Kenya    | 0    |                           |                           |  |  |        |        |
|  |                  | Ghana            | 3        |      |                           |                           |  |  |        |        |
|  | -                | Ghana            | 3        | -    |                           |                           |  |  |        |        |
|  | -                |                  |          | -    |                           |                           |  |  |        |        |
|  | -                | -                |          |      |                           |                           |  |  |        |        |
|  | -                | -                | Botswana | 0    | Finale per il terzo posto | Finale per il terzo posto |  |  |        |        |
|  |                  |                  | Botswana | 0    | Finale per il terzo posto | Finale per il terzo posto |  |  |        |        |
|  |                  | Ghana            | 3        |      |                           |                           |  |  |        |        |
|  | -                | Ghana            | 3        | -    | Botswana                  | 3                         |  |  |        |        |
|  | -                |                  |          | -    | Botswana                  | 3                         |  |  |        |        |
|  | -                | -                |          | Ciad | 2                         |                           |  |  |        |        |
|  | -                | -                |          |      | 2                         |                           |  |  |        |        |
|  |                  |                  |          |      |                           |                           |  |  |        |        |
|  |                  |                  |          |      |                           |                           |  |  |        |        |

##### Quarti di finale
| 26 ottobre 2017 Cairo Stadium Complex, Il Cairo Durata: 1h:48 - Spettatori: ? | Niger   | 1 - 3 | Ciad  | 21-25, 21-25, 28-26, 19-25        |
| 26 ottobre 2017 Cairo Stadium Complex, Il Cairo Durata: 1h:58 - Spettatori: ? | Nigeria | 2 - 3 | Kenya | 20-25, 25-20, 19-25, 25-22, 13-15 |

##### Semifinali
| 27 ottobre 2017 Cairo Stadium Complex, Il Cairo Durata: 1h:13 - Spettatori: ? | Ciad     | 0 - 3 | Kenya | 20-25, 21-25, 20-25 |
| 27 ottobre 2017 Cairo Stadium Complex, Il Cairo Durata: 1h:22 - Spettatori: ? | Botswana | 0 - 3 | Ghana | 24-26, 21-25, 22-25 |

##### Finale 11º posto
| 28 ottobre 2017 Cairo Stadium Complex, Il Cairo Durata: ? - Spettatori: ? | Botswana | 3 - 2 | Ciad | 26-24, 20-25, 21-25, 25-17, 15-13 |

##### Finale 9º posto
| 28 ottobre 2017 Cairo Stadium Complex, Il Cairo Durata: ? - Spettatori: ? | Kenya | 0 - 3 | Ghana | 22-25, 16-25, 20-25 |

#### Finale 13º posto
| 27 ottobre 2017 Cairo Stadium Complex, Il Cairo Durata: 1h:20 - Spettatori: ? | Niger | 0 - 3 | Nigeria | 24-26, 15-25, 20-25 |

## Podio

### Campione
Formazione: 1 Tayeb Korbosli, 2 Ahmed Kadhi, 3 Wassim Ben Tara, 4 Mohamed Miladi, 5 Elyes Karamosli, 6 Nabil Miladi, 7 Mahdi Ben Cheikh, 8 Hamza Nagga, 9 Ismaïl Moalla, 10 Anouer Taouerghi, 11 Elyes Garfi, 12 Bilel Ben Hassine, 13 Hichem Kaabi, 14 Khaled Ben Slimene, 15 Chokri Jouini, 16 Saddem Hmissi, 17 Omar Agrebi, CT: Antonio Giacobbe

### Secondo posto
Formazione: 2 Abdallah Bekhit, 3 Abdelahlim Abou, 4 Ahmed Abdelhay, 7 Hesham Ewais, 9 Ahmed Maghrawy, 10 Mohamed Masoad, 12 Hossam Abdalla, 15 Ahmed Elkotb, 17 Ahmed Bekhet, 19 Moustafa Abdelrahman, 20 Ahmed Shafik, 22 Ahmed Abdelaal, 24 Seliman Mohamed, 25 Noureldin Mohamed, CT: Farag Mohamed

### Terzo posto
Formazione: 2 Moyo Noumbissi, 3 Herman Enjala, 5 Jean-Patrice Ndaki, 6 Sem Dolegombai, 7 Samuel Solle, 8 Bana Hassana, 9 Jean-Pierre Ndongo, 10 Didier Sali Hilé, 12 Moto Abouma, 14 Ahmed Mbutngam, 15 Yvan Kody, 18 Alain Fossi Kamto, CT: Reniof Mayam

## Classifica finale
| Pos | Squadra      | Qualificazione           |
| --- | ------------ | ------------------------ |
|     | Tunisia      | Campionato mondiale 2018 |
|     | Egitto       | Campionato mondiale 2018 |
|     | Camerun      | Campionato mondiale 2018 |
| 4   | Algeria      |                          |
| 5   | Marocco      |                          |
| 6   | Ruanda       |                          |
| 7   | Libia        |                          |
| 8   | RD del Congo |                          |
| 9   | Ghana        |                          |
| 10  | Kenya        |                          |
| 11  | Botswana     |                          |
| 12  | Ciad         |                          |
| 13  | Nigeria      |                          |
| 14  | Niger        |                          |

## Premi individuali
| Premio                | Nome                | Squadra |
| --------------------- | ------------------- | ------- |
| MVP                   | Ismaïl Moalla       | Tunisia |
| Miglior attaccante    | Yvan Kody           | Camerun |
| Miglior muro          | Amin Oumessad       | Algeria |
| Miglior servizio      | Abdallah Abdelsalam | Egitto  |
| Miglior palleggiatore | Khaled Ben Slimene  | Tunisia |
| Miglior ricevitore    | Ahmed Shafik        | Egitto  |
| Miglior libero        | Anouer Taouerghi    | Tunisia |